# Савичи (Калинковичский район)
Савичи (бел. Савічы) — агрогородок в Калинковичском районе Гомельской области Беларуси. Административный центр Савичского сельсовета.
Неподалёку расположено Савичское нефтяное месторождение.

## География

### Расположение
В 44 км на северо-запад от районного центра и железнодорожной станции Калинковичи (на линии Гомель — Лунинец), 166 км от Гомеля.

### Гидрография
На севере и востоке мелиоративные каналы.

## Транспортная сеть
Транспортные связи по просёлочной, затем автомобильной дороге Калинковичи — Бобруйск. Планировка состоит из 3 параллельных между собой улиц (длинная и 2 короткие), близкой к меридиональной ориентации. К длинной улице присоединяются с запада две параллельные короткие улицы, близкие к широтной ориентации. Застройка двусторонняя, неплотная, деревянная усадебного типа. В деревню переселены жители из загрязненных радиацией после катастрофы на Чернобыльской АЭС мест, преимущественно из деревни Вепры Наровлянского района. Для них в 1986 году построены кирпичные дома на 55 семей.

## История
По письменным источникам известна с XVIII века как деревня в Мозырском повете Минского воеводства Великого княжества Литовского.
После 2-го раздела Речи Посполитой (1793 год) в составе Российской империи. В 1795 году владение Ракитских, затем Прозоров. Обозначена на карте 1866 года, использовавшейся Западной мелиоративной экспедицией работавшей в этих местах в 1890-х годах. В 1879 году значится как селение в Колковском церковном приходе. Согласно переписи 1897 года в Крюковичской волости Речицкого уезда Минской губернии работали церковь, хлебозапасный магазин. В 1904 году открыта школа, которая разместилась в наёмном крестьянском доме, в 1912 году для неё построено собственное здание. Имелось почтовое отделение. В 1908 году центр Савичской волости Речицкого уезда Минской губернии.
С 20 августа 1924 года центр Савичского сельсовета Озаричского, с 8 июля 1931 года Мозырского, с 12 февраля 1935 года Домановичского, с 20 января 1960 года Копаткевичского, с 24 марта 1960 года Калинковичского районов Мозырского (до 26 июля 1930 года и с 12 февраля 1935 года по 20 февраля 1938 года) округа, с 20 февраля 1938 года Полесской, с 8 января 1934 года Гомельской областей.
В 1929 году организован колхоз «Коминтерн», работали кузница, стальмашня, кирпичный завод. В 1930-х годах начальная школа преобразована в 7-летнюю (в 1935 году 250 учеников). Во время Великой Отечественной войны оккупанты создали в деревне опорный пункт, разгромленный партизанами. В феврале 1944 года каратели сожгли 253 двора и убили 3 жителей. В боях за деревню и окрестности в 1944 году погибли 416 советских солдат и партизан (похоронены в братской могиле в центре). 115 жителей погибли на фронте. Согласно переписи 1959 года центр совхоза «Тремлянский». Расположены лесопилка, мельница, швейная мастерская, средняя школа, клуб, библиотека, фельдшерско-акушерский и ветеринарный пункты, детский сад, отделение связи, столовая, 2 магазина.
В 2009 году деревня Савичи преобразована в агрогородок.

## Население

### Численность
- 2004 год — 218 хозяйств, 571 житель.

### Динамика
- 1795 год — 20 дворов.
- 1897 год — 401 житель (согласно переписи).
- 1908 год — 175 дворов, 874 жителя.
- 1940 год — 276 дворов, 1104 жителя.
- 1959 год — 505 жителей (согласно переписи).
- 2004 год — 218 хозяйств, 571 житель.

## Достопримечательность
- Памятник, погибшим землякам.